# Ecopraxia
A ecopraxia (do grego echo (repetição) e praxia (ação)) é a repetição involuntária ou a imitação dos movimentos de outras pessoas. Embora seja considerado um tique, é um comportamento característico de algumas pessoas com autismo, síndrome de Tourette, síndrome de Ganser, esquizofrenia (especialmente esquizofrenia catatônica), algumas formas de depressão clínica e alguns outros distúrbios neurológicos.